# Morton-on-Swale
Morton-on-Swale est un village et une paroisse civile du Yorkshire du Nord, en Angleterre.